# Шахи
 Тази статия е за града в Словакия.  За острова вижте Шахи (остров).  За актрисата вижте Сара Шахи.
Шахи (на словашки: Šahy) е град в южна Словакия, част от окръг Левице на Нитрански край. Населението му е около 7 500 души (2014).
Разположен е на 136 метра надморска височина в Среднодунавската низина, на границата с Унгария и на 32 километра югоизточно от град Левице. Селището се споменава за пръв път през 1237 година, през 1541 – 1595 и 1605 – 1685 година е под османска власт, като за известно време е център на санджак, а от XIX век е център на унгарския комитат Хонт. През 1918 година е присъединено към Чехословакия, а от 1993 година е в независима Словакия. Днес 62% от жителите са етнически унгарци, а 35% – словаци.